# Divisória de águas

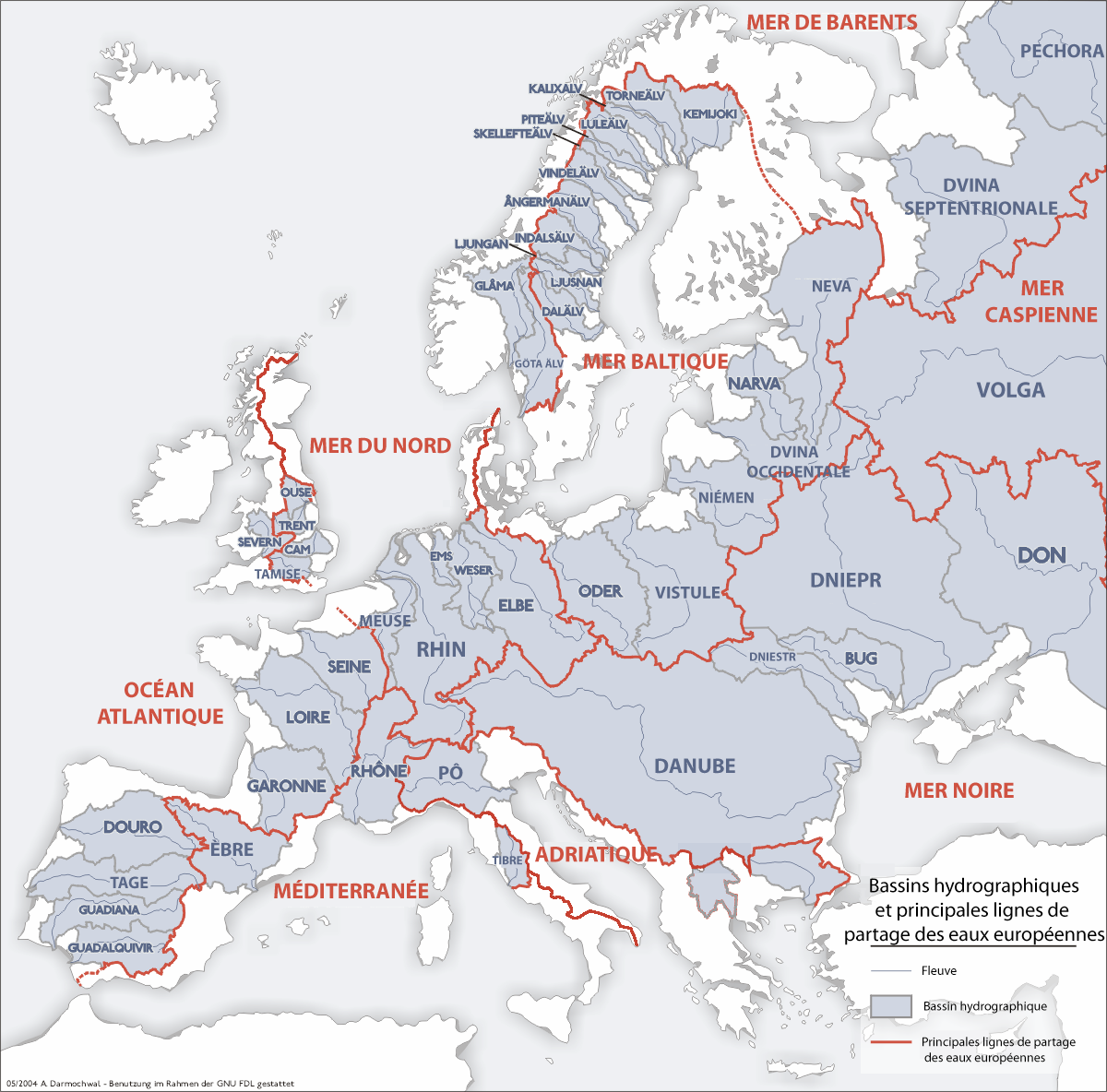
Principais divisórias de águas na Europa (a vermelho) separando as bacias (regiões a cinzento).

Uma divisória de águas ou linha de separação de águas ou parte-águas designa um limite geográfico que separa um território em duas ou mais bacias hidrográficas distintas. Mais precisamente, as águas da chuva, de derretimentos de neve e do solo escoam para diferentes direções e vertedouros a partir de um maciço montanhoso específico.
Grandes e pequenas cadeias de montanhas, como os Andes, as Rochosas, o Planalto Central de Angola e os Alpes, são exemplos clássicos de divisórias de águas.

## Ver
Divortium aquarum